# Oparanthus
Oparanthus is een geslacht uit de composietenfamilie (Asteraceae of Compositae). De soorten komen voor in het zuid-centrale deel van het Pacifisch gebied.

## Soorten
- Oparanthus coriaceus (F.Br.) Sherff
- Oparanthus hivoanus (O.Deg. & Sherff) R.K.Shannon & W.L.Wagner
- Oparanthus intermedius Sherff
- Oparanthus rapensis (F.Br.) Sherff
- Oparanthus teikiteetinii (J.Florence & Stuessy) R.K.Shannon & W.L.Wagner
- Oparanthus tiva W.L.Wagner & Lorence
- Oparanthus woodii W.L.Wagner & Lorence